# Norra USA

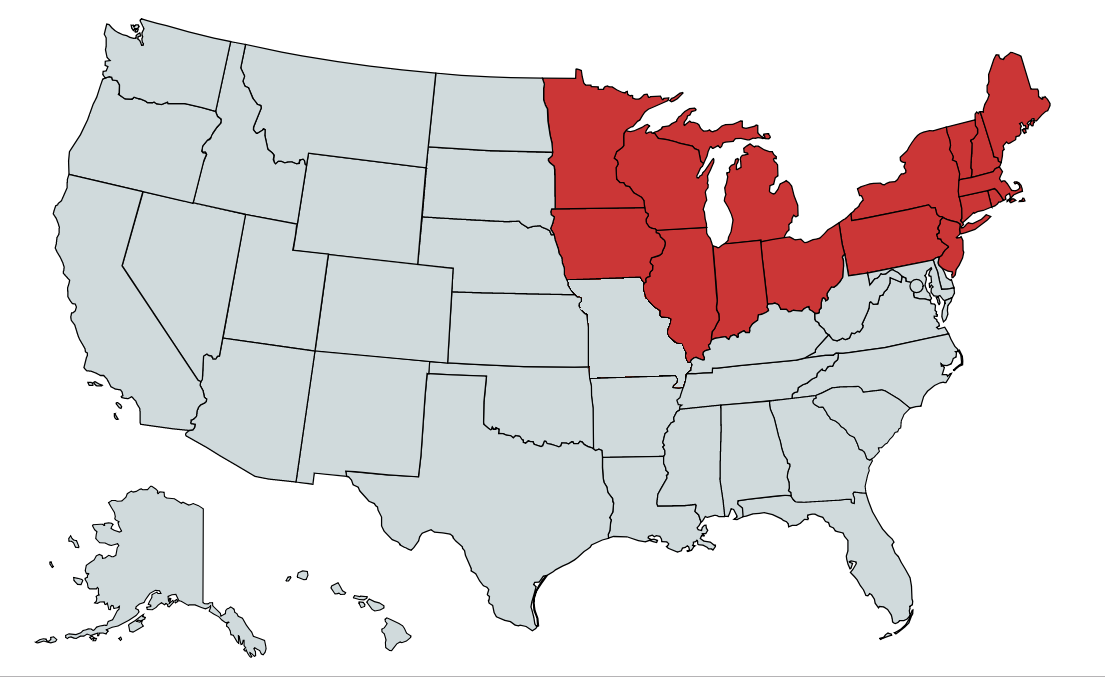
Karta över Norra USA, enligt allmänna definitioner.

Norra USA (engelska: Northern United States) eller Nordstaterna (engelska: North) är de norra delarna av USA. United States Census Bureau delar in dessa delstater i Mellanvästern och nordöstra regionen. United States Census Bureau omfattar i sitt begrepp även delstaterna vid USA:s gräns mot Kanada inom västra regionen.

## Historia

Amerikanska inbördeskriget. Nordstaterna i blå färg. Sydstaterna i röd färg. Territorier i grå färg.

Under nordamerikanska inbördeskriget under 1860-talet fick begreppet en något annorlunda innebörd. Då handlade det i stället om de så kallade Nordstaterna ("Unionen"), som slogs mot sydstaterna ("konfederationen").

### Fotnoter
1. 1 2  ”Census Regions and Divisions of the United States”. United States Census Bureau. Arkiverad från originalet den 4 november 2001. https://web.archive.org/web/20011104032413/http://www.census.gov/geo/www/us_regdiv.pdf. Läst 27 oktober 2009.